# Meioneta gulosa
Meioneta gulosa là một loài nhện trong họ Linyphiidae.
Loài này thuộc chi Meioneta. Meioneta gulosa được Ludwig Carl Christian Koch miêu tả năm 1869.